# Schilbe zairensis
Schilbe zairensis är en fiskart som beskrevs av De Vos, 1995. Schilbe zairensis ingår i släktet Schilbe och familjen Schilbeidae. IUCN kategoriserar arten globalt som otillräckligt studerad. Inga underarter finns listade i Catalogue of Life.